# Antoine Pinay
Antoine Pinay (Saint-Symphorien-sur-Coise, 30 dicembre 1891 – Saint-Chamond, 13 dicembre 1994) è stato un politico francese.

## Biografia
Industriale, è deputato dell'Alliance démocratique (destra moderata) dal 1936 al 1938 e senatore dal 1938. Nel luglio 1940 a Vichy vota a favore dei pieni poteri al Maresciallo Philippe Pétain. Nel 1941, è nominato al Conseil national di Vichy, l'organo consultivo del governo collaborazionista.
Nel dopoguerra, dopo una breve epurazione rientra in politica aderendo al Centre national des indépendants et paysans (CNIP, destra liberale), ed è eletto deputato dal 1946 al 1958. Segretario di Stato agli affari economici nel 1948, ministro dei lavori pubblici, dei trasporti e del turismo del 1950 al 1952. È Presidente del Consiglio dall'8 marzo 1952 al 23 dicembre 1952. In quella veste, lancia un primo prestito nazionale. Ministro degli esteri nel 1955.
Nel giugno 1958 appoggia l'instaurazione della Quinta Repubblica francese, e diventa ministro delle finanze. Lancia un nuovo prestito di Stato e nel 1959 introduce il "franco pesante" (o "franco Pinay"). Nel 1960, a causa di dissensi con la politica in Algeria del presidente Charles de Gaulle si dimette dal governo e si ritira dalla politica nazionale, conservando solo i mandati elettivi locali.
Fino alla fine dei suoi giorni ha continuato a rilasciare interviste ai giornali e alla televisione.